# Varaskogen
Varaskogen este o arie protejată (arie specială de conservare — SAC, sit de importanță comunitară — SCI, arie de protecție specială avifaunistică — SPA) din Suedia întinsă pe o suprafață de 797,6 ha, integral pe uscat.

## Localizare
Centrul sitului Varaskogen este situat la coordonatele 58°39′38″N 13°30′07″E / 58.6605°N 13.502°E.

## Înființare
Situl Varaskogen a fost declarat arie de protecție specială avifaunistică în august 2012 pentru a proteja 6 specii de animale. Alte tipuri de protecție:
- sit de importanță comunitară (în aprilie 2004)
- arie specială de conservare (în martie 2011)[1][3][4]

## Biodiversitate
Situată în ecoregiunea boreală, aria protejată conține 7 habitate naturale: Pășuni din zone de pădure fino-scandinave, Ape stătătoare oligotrofe până la mezotrofe, cu vegetație de Littorelletea uniflorae și/sau de Isoëto-Nanojuncetea, Pajiști cu Molinia pe soluri calcaroase, turboase sau argilos-nămoloase (Molinion caeruleae), Taiga vestică, Păduri caducifoliate de mlaștină fino-scandinave, Păduri fino-scandinave bogate în ierburi cu Picea abies, Păduri caducifoliate bătrâne naturale hemiboreale fino-scandinave (Quercus, Tilia, Acer, Fraxinus sau Ulmus) bogate în specii epifite.
La baza desemnării sitului se află mai multe specii protejate:
- păsări (5): erete de stuf (Circus aeruginosus), cufundar polar (Gavia arctica), vultur pescar (Pandion haliaetus), chiră de baltă (Sterna hirundo), Sterna paradisaea
- nevertebrate (1): libelule (Leucorrhinia pectoralis)